# Андреево (Московская область)
Андреево — деревня в Московской области России. Входит в Павлово-Посадский городской округ. Население — 232 чел. (2010).

## Расположение
Деревня Андреево расположена примерно в 14 км к юго-востоку от города Павловский Посад. Ближайшие населённые пункты — деревни Сумино и Митино.

## История
Деревня Андреево ранее входила в состав волости Загарье. Предположительно, название деревни произошло от личного имени первого поселенца. К 1794 году в деревне было 10 домов, в которых проживало 167 человек (83 мужчины и 84 женщины). В 1869 году в деревне было уже 56 домов и 439 жителей. Помимо крестьянских работ жители деревни занимались различными промыслами. В деревне находилось несколько ткацких мастерских. Во второй половине XIX века здесь появилась земская школа. В 1911 году открылась народная библиотека, в которой было 398 книг. В советское время шелкопрядильные фабрики деревни были национализированы. В 1957 году здание бывшей фабрики Демидовых переоборудовали под больницу (ныне Филиал ГБУЗ МО ПБ № 8 Павлово-Посадская психиатрическая больница).
С 2004 до 2017 гг. деревня входила в Аверкиевское сельское поселение Павлово-Посадского муниципального района.

## Население
| 1926 | 2002 | 2006 | 2010 |
| ---- | ---- | ---- | ---- |
| 524  | ↘66  | ↗244 | ↘232 |

## В литературе
Андреево упоминается в стихотворении Олега Чухонцева «— Кыё! Кыё! По колена стоя в воде...» (первая публикация - журнал «Знамя», № 5, 2002). В том же стихотворении упомянута протекающая в Павлово-Посадском районе река Вохна.

## Известные уроженцы
- Туманов, Иван Иванович — ботаник, член-корреспондент АН СССР